# Lawet
Lawet is een bestuurslaag in het regentschap Aceh Barat van de provincie Atjeh, Indonesië. Lawet telt 411 inwoners (volkstelling 2010).